# عبدالله بن عباس
ابوعباس عبدالله بن عباس بن عبدالمطلب هاشمی قریشی (به عربی: أبو العباس عبد الله بن العباس بن عبد المطلب الهاشمي القرشي)، حبر الامة (دانشمند امت) یا بحر (اشاره به علم زیادش از حدیث) از بزرگترین محققان نسل اول امت اسلامی است. او پدر علم تفسیر قرآنی است. با پیدا شدن ضرورت نوشتن قرآن و تغییر و دگرگونی در ساختار امت اسلامی، یکی از مهمترین و متخصص‌ترین کاتبان قرآن بود که مأمور به انجام این کار شد.
عبدالله بن عباس به همراه فرمانده فتوحات «سعید بن عاص» در طبرستان ایران حضور داشت.

## دوران کودکی و جوانی
عبدالله فرزند عباس بن عبدالمطلب عموی ناتنی محمد و لبابه بنت حارث، سه سال قبل از هجرت و زمانی که خاندان هاشمی در شعب ابوطالب بودند به دنیا آمد و همانند مادرش که قبل از هجرت مسلمان شده بود، مسلمان شده بود.
از دوران جوانی، عبدالله به علم به ویژه علوم قرآنی، علاقه‌ای وافر نشان داد و به این فکر افتاد که با سؤال کردن از صحابهٔ محمد، در مورد محمد اطلاعات جمع‌آوری کند. با وجودی که خیلی جوان بود و خیلی‌ها در آن دوره مشتاق فراگیری این علم بودند، در این زمینه به درجهٔ استادی رسید. او بر مبنای علمش که تنها به حافظه متکی نبود بلکه بر کتب فراوانی استوار بود، سخنرانی‌ها و کلاس‌هایی به‌طور منظم در روزهای هفته تشکیل می‌داد. این جلسات موضوعات مختلفی داشت، مانند تفسیر قرآن، پرسش‌های شرعی، غزوات محمد، تاریخ قبل از اسلام و ادبیات باستانی عرب مطرح می‌شد. عادت داشت که از ادبیات باستانی عرب جملاتی در توضیح و تبیین آیات قرآن بیان کند و از این رو در بین محققان عرب بسیار مورد توجه قرار گرفته‌است. او در بین عرب‌ها اعتبار علمی زیادی داشت و از او درخواست می‌شد که در مورد مسائل شرعی فتوا دهد. مثلاً او صیغهٔ مُتعه را جایز می‌شمرد و از آن دفاع می‌کرد. تفسیرهای قرآنی ابن‌عباس توسط شاگردان بدون واسطه‌اش به صورت مدون درآمد. فتواهای وی نیز جمع‌آوری شده‌است. امروزه بسیاری نسخه‌های خطی در مورد تفسیر منسوب به او، موجود است که البته نمی‌توان در مورد صحت و سقم این انتساب نظری داد، چون هنوز این موضوع مورد تحقیق قرار نگرفته‌است. ابن‌عباس علاوه بر علوم قرآنی بر علوم ریاضی، ادبیات، شعر، تاریخ، جغرافی و انساب نیز تسلط کامل داشت.

## دوران خلفای راشدین
دانشنامهٔ اسلام دربارهٔ ابن‌عباس می‌نویسد میزان دربارهٔ تأثیرگذاری ابن‌عباس در سیاست و لشکرکشی‌های نظامی توسط برخی تاریخ‌نگاران مسلمان بزرگ‌نمایی و اغراق شده و دلیل این مطلب این است که وی جد خلفای عباسی بوده‌است. با این حال او در لشکرکشی‌های متعددی حضور داشته‌است. لشکرکشی به مصر بین سال‌های ۱۸ تا ۲۱ هجری، لشکرکشی به آفریقا در سال ۲۷ هجری، لشکرکشی به گرگان و طبرستان در سال ۳۰ هجری، فرماندهی یکی از جناحین سپاه علی در جنگ‌های جمل (۳۶ هجری) و صفین (۳۷ هجری) و در دوران معاویه در سال ۴۹ هجری، لشکرکشی به قسطنطنیه به فرمان یزید و به همراه افرادی چون عبدالله بن عمر. فعالیت‌های مشاوره‌ای و دیوانی نیز از او در تاریخ ذکر شده‌است. ابوبکر و عمر از مشاوره‌های او بسیار استقبال می‌کردند حال آن که علی و حسن این چنین عمل نمی‌کردند. با این وجود تا پیش از خلافت علی بن ابی طالب، ابن‌عباس چندان وارد سیاست نشد و حداکثر سه یا چهار سال فعالیت سیاسی داشت. تنها مأموریت رسمی‌ای که تا این دوران داشته، انتساب به سالاری حج از سوی عثمان بود، که در همان سال عثمان در مدینه تحت محاصرهٔ شورشیان قرار گرفت؛ بنابراین ابن‌عباس نمی‌توانسته در دوران قتل عثمان در مدینه بوده باشد. چند روز پس از قتل عثمان به مدینه بازگشت و با علی بیعت نمود. از آن پس عهده‌دار مأموریت‌های مهمی از سوی علی گردید و پس از فتح بصره پس از جنگ جمل در سال ۳۶ هجری، والی آنجا شد. وی پس از جنگ صفین در ۳۷ هجری، یکی از امضاکنندگان پیمان حکمیت مبنی بر حل و فصل اختلاف بین علی و معاویه به دست حکمین بود و هنگام تجمع اعتراض‌آمیز خوارج در حرورا، تضمین کرد که کمک کند تا حکمیت بر مبنای شرع باشد.

## تیره شدن روابط علی و عبدالله بن عباس
طبق برخی نقل‌ها، هم‌زمان با روی گردانیدن بسیاری از طرفداران امیرالمؤمنین علی از وی و مدتی پس از سقوط مصر، روابط ابن‌عباس والی بصره نیز با وی تیره می‌شود. مادلونگ این موضوع را به اختلاف میان زیاد بن ابیه عامل خراج وی و ابوالاسود دُؤَلی نسبت می‌دهد. ابن‌عباس جانب زیاد را می‌گیرد و ابوالاسود به علی شکایت می‌کند. در پی آن علی از ابن‌عباس درخواست می‌کند گزارشی از وضعیت اموال عمومی تحت کنترلش شامل خراج و جزیه و مخارج بدهد. اما ابن‌عباس برخورد علی را توهین‌آمیز قلمداد می‌کند و به اعتراض منصب ولایت بصره را رها می‌کند. وی اموالی از بیت‌المال را به عنوان سهم خود می‌برد، لذا علی او را در قبال دست‌اندازی به بیت المال به شدت مؤاخذه و تهدید می‌کند. مادلونگ دلیل تصاحب بیت‌المال را، نه صرفاً اعتراض وی به علی، بلکه مخالفتش با سیاست تقسیم مساوی فیء می‌داند. ولیری می‌نویسد، ابن‌عباس منصب فرمانداری بصره را ترک می‌کند و بخشی از بیت‌المال آن را برای خود برداشته و به حجاز می‌رود. دلیل این عمل ابن‌عباس در برخی منابع به این صورت آمده که ابن‌عباس به خاطر مؤاخذه‌ای که علی از وی به اتهام اختلاس مالیات بصره ترتیب داده بود رنجیده شد و اختلاس را رد کرد و بیان داشت که تنها وظیفه دولتی‌اش را انجام داده‌است. اما ولیری بر این باور است که این امر به دلایلی دیگر رخ داده‌است مانند کشتار خوارج در نهروان که بر طبق روایات معتبر، ابن‌عباس این کار را نادرست شمرده بود و اعتقاد وی مبنی بر «موضع‌گیری‌های نادرست علی» و اصرارش برماندن به عنوان خلیفه، با اینکه در قضیه حکمیت رأی بر این نهاده شده بود که علی دیگر خلیفه نیست. اما مادلونگ ضمن بررسی موضع ابن‌عباس در خصوص کشتار نهروان، این احتمال را که علت اختلاف بین وی و علی این نبرد بوده باشد رد می‌کند.
سال وقوع این واقعه در منابع به سال‌های ۳۸، ۳۹ یا ۴۰ هجری گزارش داده شده که ولیری به این دلیل که بعد از سال ۳۸، ابن‌عباس را فاقد فعالیت سیاسی مهّمی می‌داند، این سال را به عنوان سال وقوع حادثه می‌پذیرد. وی روایاتی که در آن‌ها ابن‌عباس تا زمان کشته شدن علی به حکومتش وفادار مانده را رد می‌کند. ولیری می‌نویسد پس از این دوران عملی از سوی ابن‌عباس روایت شده که ممکن است قضاوت بسیار بدی از وی را به دنبال داشته باشد و جزئیات این واقعه هنوز معلوم نیست. او مدتی پس از رفتنش به مکه دوباره به بصره بازگشت و اموال مالیاتی بصره را با خود برد. این غصب کردن اموال از سوی وی جای بحث و بررسی دارد؛ ولیری بر این باور است که می‌توان برای این عمل توجیهی منطقی آورد و دیدگاه کسانی که این عمل را کم‌کننده از شأن ابن‌عباس در بین امت نمی‌بینند، را منطقی می‌داند.
در مقابل مادلونگ تصریحا دیدگاه کائتانی و ولیری دربارهٔ رابطه ابن‌عباس و علی را رد می‌کند و می‌گوید هرچند ابن‌عباس اموالی را از بیت المال بصره به عنوان سهم خود با خود برد، اما بعداً مجدداً روابط حسنهٔ وی با علی برقرار شد و احتمالاً بخشی از اموال را نیز برگرداند. همچنین علی کسی را به جایش بر مسند زمام‌داری بصره منصوب نکرد و وی بعد از مدتی به عنوان والی به بصره بازگشت.

## دوران پس از کشته شدن علی
فعالیت‌هایی که پس از کشته شدن علی ابن ابی‌طالب از ابن‌عباس سر زده دقیقاً مشخص نیست. حسن مجتبی از او دعوت کرد که فرماندهِ سپاهش شود، اما او با معاویه رابطه برقرار کرد. به دعوت حسن یا میل خود ابن‌عباس، ممکن است خود او یکی از بانیان صلح بین حسن و معاویه بوده باشد. ابن‌عباس بیان کرد که معاویه به علت قدردانی از کارهای او، حقش در غصب اموال مالیات بصره (که بخشی از خزانه بصره بود) را به رسمیت می‌شناسد. دانشنامهٔ اسلام بر این باور است که روایاتی که این تدبیر و حیلت ابن‌عباس را بیان می‌کنند، با شأن ابن‌عباس در تناقض است. به همین علت این ماجرا آشکارا به اشتباه به گردن برادرش عبیدالله بن عباس انداخته شد. در زمان خلافت معاویه، ابن‌عباس در حجاز زندگی می‌کرد و مکرراً برای دفاع از حقوق بنی‌هاشم (که شامل حقوق خودش نیز می‌شد) به شام می‌رفت.
وقایع سخت و بد دوران پس از مرگ معاویه و یزید، باعث شد که ابن‌عباس شاید علی‌رغم میل باطنی‌اش دوباره پایش به سیاست کشیده شود. گرچه دانسته‌های ما از این دوران ناقص است، اما آنچه بر می‌آید این است که عبدالله بن زبیر که در مکه قیامی راه انداخته بود و خود را خلیفه نامید ولی ابن‌عباس و محمد حنفیه وی را به عنوان خلیفه به رسمیت نمی‌شناختند که با برخورد شدید ابن زبیر مواجه شدند و از مکه بیرون رانده شدند. پس از محاصرهٔ این شهر در سال ۶۴ هجری، این دو دوباره به مکه بازگشتند اما باز هم با ابن زبیر مخالف بودند که این بار ابن زبیر این دو را زندانی کرد. مختار ثقفی از وضعیت این دو مطلع شد و سپاهی به مکه فرستاد که لشکریان عبدالله بن زبیر را غافل‌گیر کردند و این دو را نجات دادند اما ابن‌عباس با تدبیرش مانع از خون‌ریزی در شهر مکه شد. تحت مراقبت سپاه مختار، ابن‌عباس و محمد حنفیه به مِنا و طائف رفتند و ابن‌عباس چندی بعد در سال ۶۸ هجری/۸–۶۸۶ میلادی در آنجا درگذشت.
دانشنامهٔ اسلام بر این باور است که گرچه قضاوت‌هایی که کائتانی و لامنز در مورد ابن‌عباس می‌کنند، با جایگاه و شأنش در امت اسلامی در تناقض است، اما از دیدگاه منطق هم می‌توان دیدگاه این دو را رد نمود (بین تاریخ اسلامی- مسیحی و روایات منسوب به محمد که حدیث نامیده می‌شوند، تفاوت وجود دارد) و همین اشکالات را می‌توان به دیدگاه لامنز نیز گرفت.